# Associazione delle federazioni degli sport olimpici invernali
L'Associazione delle federazioni degli sport olimpici invernali (in sigla AIOWF dall'inglese Association of International Olympic Winter Sports Federations) è un'associazione no-profit che raggruppa le federazioni sportive internazionali che fanno capo al CIO e che quindi governano le sette discipline facenti parte del programma dei Giochi olimpici invernali.

## Federazioni
- IBU (Biathlon)
- IBSF (Bob e Skeleton)
- WCF (Curling)
- IIHF (Hockey su ghiaccio)
- ISU (Pattinaggio su ghiaccio)
- FIS (Sci e Snowboard)
- FIL (Slittino)